# Asura truncata
Asura truncata là một loài bướm đêm thuộc phân họ Arctiinae, họ Erebidae.